# Massimo Caleo
Massimo Caleo (Sarzana, 10 gennaio 1961) è un politico italiano.

## Biografia
Laureato in scienze agrarie presso l'Università degli Studi di Pisa, dal 1988 insegna presso gli istituti tecnici e collabora con le attività didattiche dell'Università di Genova e dell'Università "La Sapienza" di Roma. È stato inoltre consigliere di amministrazione o membro del comitato esecutivo del Centro Agroalimentare del Levante di Sarzana, del consorzio intercomunale con deleghe in agricoltura e foreste (CIDAF) della provincia della Spezia e della Società Autostrade Ligure-Toscana (SALT).

### Attività politico-amministrativa
Nel 1985 è eletto al consiglio comunale di Sarzana, del quale farà parte fino al 2013 nelle file del PCI poi PDS-DS e PD, assumendo anche incarichi di assessore e, dal 2005, di sindaco. Nel 1996 diventa presidente dell'Ente Parco MonteMarcello-Magra, carica che ricopre fino al 2002. Dal 1997 al 2004 è presidente della Federparchi Liguria e membro della direzione Nazionale Federparchi.
Dal 2002 al 2004 è assessore alla Pianificazione territoriale, all'Urbanistica, Mobilità, all'Agricoltura e Parchi dell'Amministrazione Provinciale della Spezia.
Dal 2003 al 2005 diventa segretario provinciale dei Democratici di Sinistra e membro della Segreteria Regionale. Dal 2009 è membro dell'assemblea nazionale del Partito Democratico

### Elezione a Senatore
Nel 2013 viene eletto senatore della XVII legislatura della Repubblica Italiana nella circoscrizione Liguria per il Partito Democratico.
È stato eletto vicepresidente della commissione ambiente del Senato e membro della commissione bicamerale di inchiesta sulle attività illecite connesse al ciclo dei rifiuti e su illeciti ambientali ad essi correlati. Nel corso della legislatura ha preso parte a importanti meeting e conferenze sull'ambiente, in particolare alle Cop 21 di Parigi, Cop 22 di Marrakech e alla Cop 23 di Bonn ed è stato relatore in materia di protezione civile, parchi e  valutazione di impatto ambientale.